# Avon (South Dakota)
Avon is een plaats (city) in de Amerikaanse staat South Dakota, en valt bestuurlijk gezien onder Bon Homme County.

## Demografie
Bij de volkstelling in 2000 werd het aantal inwoners vastgesteld op 561.
In 2006 is het aantal inwoners door het United States Census Bureau geschat op 539, een daling van 22 (-3,9%).

## Geografie
Volgens het United States Census Bureau beslaat de plaats een oppervlakte van
1,7 km², geheel bestaande uit land. Avon ligt op ongeveer 493 m boven zeeniveau.

## Plaatsen in de nabije omgeving
De onderstaande figuur toont nabijgelegen plaatsen in een straal van 24 km rond Avon.